# Văn Vượng
Văn Vượng (10 tháng 10 năm 1941 – 14 tháng 2 năm 2023) là nghệ sĩ khiếm thị chơi guitar nổi tiếng ở Việt Nam, cũng là tác giả của nhiều ca khúc. Ông được đánh giá là một trong những nghệ sĩ guitar hàng đầu của Việt Nam trong khoảng những năm 1970 đến 2014, thường được nhắc tới với thành công trong biên soạn chuyển thể và biểu diễn nhạc phẩm "Bài ca hy vọng" và "Trường ca sông Lô". Ông đã từng biểu diễn độc tấu guitar trong hơn 8000 cuộc công diễn, chưa kể nhiều cuộc biểu diễn cho Đài phát thanh tiếng nói Việt Nam ghi âm. Năm 1997, ông được nhà nước phong tặng danh hiệu nghệ sĩ ưu tú; năm 2013, ông được trao tặng giải thưởng "Bùi Xuân Phái vì tình yêu Hà Nội - 2013".
Văn Vượng là một tấm gương tự học và vượt lên số phận, không những "tàn nhưng không phế" - như diễn đạt của Bác Hồ - mà còn đóng góp nhiều cho văn hoá và nghệ thuật nước nhà.

## Tiểu sử

### Tuổi thơ và thời ở quê
- Văn Vượng tên khai sinh là Văn Hữu Vượng, sinh ngày 10 tháng 10 năm 1941,[3] trong một gia đình không có ai liên quan đến nghệ thuật ở thành phố Hải Dương. Năm lên 4 tuổi, Văn Vượng mắc bệnh đậu mùa, sau bị di chứng khiến đôi mắt không còn nhìn được nữa. "Tôi bị đậu mùa nhưng vì chữa chạy không kịp nên biến chứng lên mắt. Khi tôi kêu đau, mẹ tôi đã vét số tiền cuối cùng trong nhà để đưa tôi lên Hà Nội chữa chạy. Bác sỹ bảo màng mắt còn mỏng quá, ba ngày sau mới mổ được. Nhưng sang ngày hôm sau, đúng ngày toàn quốc kháng chiến và dù gì, mạng sống còn quý hơn đôi mắt nên giữa cảnh loạn lạc đạn bom ấy, mẹ tôi đã bỏ tôi vào thúng, gánh chạy lên vùng sơ tán để đánh đạn của kẻ thù. Và cuộc đời của tôi cũng gắn liền với bóng đêm từ những ngày ấy."[5]
- Lên 8 tuổi, một lần đi trên thềm nhà, cậu bé Vượng đã vấp phải một chiếc âu đồng đựng trầu của bà, làm âu phát ra âm thanh khiến cậu bé thú vị. Sau đó, Vượng đã tìm một thanh sắt, dũa nhọn thành hình một chiếc khoan và hì hục khoan, tạo ra "đàn" đầu tiên khi mò mẫm lấy dây thun căng qua nắp cơi trầu bằng đồng, gẩy dây cho phát ra âm thanh theo nhịp điệu những bài hát nghe được.
- Bố mẹ biết nên cố dành dụm tiền mua cho cậu con trai út này một cây đàn guitar, từ đó, nó trở thành người bạn tri kỷ. Vượng tự mày mò đánh đàn, nghe những bản nhạc qua Đài tiếng nói Việt Nam phát ra từ chiếc loa phát thanh đầu xóm, rồi tự đánh theo. Khi được người bạn dạy chữ nổi, Vượng lại cặm cụi tỉ mỉ lần tìm, tra cứu các tài liệu về guitar.
- "Năm 14 tuổi một cơ duyên đã đến khi tôi gặp được người thầy của mình. Ông cũng là một người khiếm thị và chơi đàn rất hay. Đó cũng là người hướng dẫn những nốt nhạc, những kiến thức nhạc lý đầu tiên để tôi tìm ra một hướng đi mới cho cuộc đời mình sau này." Chỉ sau ba buổi dạy, Văn Vượng đã học thành thục những khái niệm về nhạc nổi và chữ nổi. Đó mới là dấu mốc đánh dấu ngày Văn Vượng đến với âm nhạc một cách cơ bản và có bài bản.[6]
- Năm 16 tuổi, Vượng tự mày mò sáng tác đầu tay "Hoàng hôn trên bãi biển", là kết quả của một lần được ra Vịnh Hạ Long.
- Sau đó, Vượng may mắn được gặp nhạc sĩ Tạ Tấn, Văn Cao, và được các nhạc sỹ này tận tình hướng dẫn về lý thuyết âm nhạc. Vì vậy tiếng đàn của Vượng có sự đúc kết, chắt lọc tinh túy từ các nghệ sĩ lớn này. Năm 18 tuổi, lần đầu tiên, Văn Vượng lên sân khấu biểu diễn bài Trống Cơm của danh cầm Tạ Tấn, được mọi người hưởng ứng nồng nhiệt. Sau đó, Đài Tiếng nói Việt Nam về tỉnh Hải Dương ghi âm một số bản nhạc của Văn Vượng.
- Năm hai ba tuổi trở đi, Văn Vượng đã là thầy giáo của hàng trăm những học sinh quanh vùng yêu thích đàn guitar. Lớp học mở được ba năm, nhiều thế hệ học trò đã trưởng thành và Văn Vượng cũng quyết định tạm biệt quê hương lên Hà Nội lập nghiệp. Ông bảo ông lên Hà Nội với lí do rất thực tế: mẹ ông lúc này đã khuất núi, bản thân ông không có người chăm sóc đỡ đần khi cả hai người anh ruột đều đã lên Hà Nội công tác. Và một lí do nữa, lên Hà Nội, ông cảm nhận sẽ có tương lai phát triển nghề nghiệp hơn là ở Hải Dương.

### Giai đoạn ở Hà Nội
- Năm 1968, nghệ sĩ Văn Vượng chuyển hẳn lên Hà Nội để theo đuổi con đường nghệ thuật. Hà Nội lúc đó đang chìm ngập trong khói lửa bom đạn chiến tranh. Chàng trai trẻ 26 tuổi “hai mắt không nhìn được, nhưng thấy bằng tai, bằng cảm xúc và trái tim” đã cảm nhận được Hà Nội. Ngay năm này, bản trường ca “Người Hà Nội” của Nguyễn Đình Thi đã được nghệ sĩ  chuyển soạn thành công cho ghita: "Tôi nhớ hôm đó là ngày 11/1/1968, tôi đi qua đường Đinh Tiên Hoàng, thì trên loa phát thanh có phát bài hát Người Hà Nội của nhạc sỹ Nguyễn Đình Thi do chị Mỹ Bình hát, lúc đó tôi xúc động quá. Lúc đó tôi ước gì đôi mắt tôi sáng để ngắm nhìn Hà Nội xinh đẹp. Tôi quyết định về nhà chuyển thể bài hát Người Hà Nội sang cho đàn ghita". Sau đó, nhạc phẩm do chính Văn Vượng biểu diễn đã được Đài Tiếng nói Việt Nam thu âm. Những người tham gia đã chỉ ghi âm một lần duy nhất, vì biểu diễn hoàn hảo, không có nốt nào "đánh nhầm", là hiện tượng hiếm có khi họ ghi âm biểu diễn của rất nhiều nghệ sĩ độc tấu nhạc cụ.
- Sau đó, ông sáng tác nhiều ca khúc và nhạc độc tấu guitar, chuyển soạn nhạc phẩm cho độc tấu guitar, trong đó có bản "Trường ca sông Lô" của Văn Cao. Ông kể: khi được chơi đàn guitar bản này cho nhạc sỹ Văn Cao nghe, ông đã nói trước rằng: "... anh nghe chỗ nào cần chửi mắng thì cứ nói nhé". Văn Cao nghe xong, bật diêm hút điếu cày, rồi nhận xét: "Tôi không ngờ bài viết cho hợp xướng 4 chương mà chú biểu diễn trên cây đàn 6 dây khá đến thế". Từ đó, Văn Cao xem ông như một người bạn tâm giao thân thiết, dù khác biệt nhiều về tuổi tác và vị trí xã hội.
- Mãi đến khi hơn 40 tuổi, ông mới lập gia đình. Nhiều cô gái rất mê tiếng đàn Văn Vượng, nhưng không vượt qua nổi định kiến của gia đình về người nghệ sĩ nghèo khó lại mù lòa. Chỉ có cô sinh viên y khoa 23 tuổi Bùi Thị Minh Nguyệt đầu tiên đến thụ giáo thầy Văn Vượng với tư cách là học trò là quyết tâm vượt qua tất cả để xây dựng cuộc sống gia đình với Văn Vượng. Những ngày Văn Vượng còn ở 51 phố Hàng Giấy, Hà Nội, sáng nào, dù đẹp trời hay xấu trời, người dân phố cổ cũng bắt gặp Văn Vượng đeo cây đàn sau lưng, tay phải tin cẩn đặt lên bờ vai một phụ nữ trẻ, xinh đẹp. Chị như đôi mắt của anh, chỗ dựa vững chãi cả về tinh thần lẫn vật chất, dắt anh đi mọi nẻo đường đời chông gai nhưng cũng ngập đầy hạnh phúc. Để “đến với một tình yêu”, rồi tiến tới hôn nhân, họ đã phải đối điện với mọi định kiến khắc nghiệt, vượt qua cả rào cản của chính mình. Vài năm sau lễ thành hôn, con trai Hữu Linh ra đời, được cha mẹ cho học dương cầm từ nhỏ, sau tu nghiệp tại Học viện Âm nhạc Quốc gia Việt Nam.[4][4]
- Năm 2014, ông bị tai biến mạch máu não, bàn tay phải của ông không còn cử động, chơi đàn được nữa. Có nhà báo đã đến thăm ông ở căn phòng nhỏ thuộc khu tập thể Nghĩa Tân, nhà B9, Phố Tô Hiệu, Phường Nghĩa Tân, Quận Cầu Giấy, Hà Nội.[4][6][7] “Người ta chỉ sống có một lần, phải sống làm sao cho khỏi xót xa ân hận bởi năm tháng đã sống hoài, sống phí...”. Văn Vượng nói ông rất thích câu này của Pavel Corsaghin - nhân vật chính trong tác phẩm Thép đã tôi thế đấy của nhà văn hỏng cả đôi mắt mà ông luôn coi là thần tượng - Nikolai Alekseyevich Ostrovsky.[8]
- Ông mất ngày 14 tháng 2 năm 2023 tại Hà Nội.[9][10][11][12]

## Sự nghiệp và vinh danh
- Nhà thơ Bằng Việt, Chủ tịch Hội đồng giải thưởng Bùi Xuân Phái - Vì tình yêu Hà Nội nhận xét: “Nghệ sĩ Văn Vượng là một trong những cây ghi-ta số một của Hà Nội. Mặc dù số phận không may mắn, nhưng với ý chí, nghị lực phi thường, lòng yêu người, yêu đời sâu đậm, ông đã thành danh với tư cách một nhạc sĩ dân gian gắn bó với Hà Nội từ hơn 40 năm nay”. Văn Vượng có công chuyển soạn hàng trăm ca khúc, nhạc phẩm ở nhiều thể loại thành tác phẩm dành cho ghi-ta, trình diễn rất thành công. Văn Vượng đã có hơn 8.000 buổi biểu diễn phục vụ công chúng Thủ đô, thu 7 đĩa CD các tác phẩm chọn lọc và khoảng 100 nhạc phẩm không lời và ca khúc về Hà Nội.[13]
- Giáo sư Phan Huy Lê, thành viên Hội đồng bình chọn “Giải thưởng Bùi Xuân Phái – Vì tình yêu Hà Nội” cho rằng: Ông đã chuyển soạn cho guitar và trình diễn những tác phẩm xuất sắc về Hà Nội với tình yêu và khát khao vô bờ của một nghệ sỹ khiếm thị: Giải thưởng Bùi Xuân Phái được trao cho Nghệ sỹ ghita Văn Vượng là một phát hiện rất ngẫu nhiên. Khi đưa ra cái tên Văn Vượng thi Hội đồng giám khảo đều đồng tình, ủng hộ. Đây là một nghệ sỹ khiếm thị nhưng 40 năm qua, cuộc sống của ông gắn bó với Hà Nội, sáng tác về Hà Nội, biểu diễn phục vụ người dân Hà Nội. Đây là một con người, một tấm lòng rất đáng được tôn vinh, rất đang ngợi ca.[3]
- NSND Trần Văn Thủy làm bộ phim nổi tiếng Hà Nội trong mắt ai đã tinh tế, rất nhân văn, chọn Văn Vượng cùng tiếng đàn qua bản nhạc quen thuộc Người Hà Nội của Nguyễn Đình Thi, mở đầu và kết thúc cho bộ phim đã làm lay động đến hàng triệu trái tim người xem.
- Xúc động khi được đón nhận những tình cảm ấm áp từ người hâm mộ, nghệ sĩ ưu tú Văn Vượng bày tỏ: "dù ngày hôm nay, bàn tay  tôi  không thể chơi đàn  để mang đến người nghe những bản nhạc thể hiện tình yêu  của tôi với cuộc đời nhưng tôi vẫn cảm thấy rất hạnh phúc vì những ca khúc do tôi sáng tác được vang lên nhờ giọng hát của các bè bạn nghệ sĩ như nghệ sĩ Minh Quang, ca sĩ Vân Anh, Bảo Thắng v....v...
- Nghệ sĩ ưu tú Văn Vượng không chỉ được khán thính giả biết đến qua hàng trăm bản độc tấu đàn guitar được phát sóng trên các phương tiện truyền thông quốc gia hàng ngàn buổi biểu diễn trên khắp mọi miền đất nước, trong hơn 50 năm qua. Ông cũng đã phát hành  11 đĩa CD và cho ra mắt hơn 30 ca khúc được công chúng đón nhận.[2]
- Người nghệ sỹ khiếm thị ấy đã từng được Đài THVN tôn vinh là một trong 100 nhân vật nổi tiếng ở Việt Nam.